# Gūzal Ābdāl
Gūzal Ābdāl (persiska: گُزَل اَبدال, گُوزَل اَبدال, گوزل آبدال, Gozal Abdāl) är en ort i Iran.   Den ligger i provinsen Hamadan, i den nordvästra delen av landet, 290 km väster om huvudstaden Teheran. Gūzal Ābdāl ligger 1 962 meter över havet och antalet invånare är 711.
Terrängen runt Gūzal Ābdāl är platt norrut, men söderut är den kuperad.Runt Gūzal Ābdāl är det ganska tätbefolkat, med 75 invånare per kvadratkilometer. Närmaste större samhälle är Qohord-e Bālā, 19,9 km nordväst om Gūzal Ābdāl. Trakten runt Gūzal Ābdāl består i huvudsak av gräsmarker.